# Matrimonio al convento
Matrimonio al convento (titolo inglese: Betrothal in a Monastery, titolo originale russo: Обручение в монастыре; Obrucheniye v monastïre), Op. 86 è un'opera semiseria del 1940 di Sergej Prokof'ev, la sua sesta con un numero d'opera. Il libretto, in lingua russa, è stato scritto dal compositore e dalla sua compagna Mira Mendelson, tratto dal testo della ballad opera di Richard Brinsley Sheridan per The Duenna di Thomas Linley.

## Storia
Prokof'ev compose il lavoro nel 1940 e la prima rappresentazione, prevista per l'autunno del 1941, non fu più realizzata per l'attacco tedesco all'Unione Sovietica del 22 giugno durante la seconda guerra mondiale, interrompendo così la produzione dell'opera. Il compositore rivide la partitura ad Alma Ata nel 1943 per una nuova programmata rappresentazione al Teatro Bol'šoj che ancora una volta venne sospesa. La prima rappresentazione non ebbe luogo fino al 30 novembre 1946 al Teatro Kirov di Leningrado con Boris Khaikin alla direzione; il produttore era I. Shlepianov. Il libretto venne contestato dalla critica ufficiale poiché derivato da un autore straniero mentre le direttive ordinavano di privilegiare sempre autori nazionali.. I commentatori notarono che, dato il contesto della sua creazione negli anni '40 in Unione Sovietica, quest'opera mancasse anche di qualsiasi commento politico o sociale particolare, tranne forse per la scena in cui venivano coinvolti monaci ubriachi.

## Storia delle esecuzioni
Negli ultimi anni l'opera è stata rappresentata nel 1989 al Wexford Festival, nel 2006 al Glyndebourne Festival e al Palau de les Arts Reina Sofía di Valencia, Spagna nel 2008, alla Staatsoper Berlin, nel 2019.

## Ruoli
| Ruolo                                  | Registro vocale | Cast della Première 3 novembre 1946, Leningrado (Direttore: Boris Khaikin) |
| -------------------------------------- | --------------- | -------------------------------------------------------------------------- |
| Don Gerolamo                           | tenore          | V. Ulyanov                                                                 |
| Don Ferdinando, figlio di Don Gerolamo | baritono        |                                                                            |
| Luisa, figlia di Don Gerolamo          | soprano         | Alexandra Khalilejeva                                                      |
| Margherita, la Duenna                  | mezzosoprano    | N. Velter                                                                  |
| Don Antonio                            | tenore          |                                                                            |
| Clara d'Almanza                        | mezzosoprano    |                                                                            |
| Mendoza, un commerciante di pesce      | basso           | Boris Freidkov                                                             |
| Don Carlos, amico di Mendoza           | baritono        | Gheorghij Nikolajevich Orlov                                               |
| Padre Augustin                         | basso           |                                                                            |
| Padre Elustaf                          | tenore          |                                                                            |
| Padre Chartreuse                       | basso           |                                                                            |
| Padre Bénédictine                      | basso           |                                                                            |
| Lauretta                               | soprano         |                                                                            |
| Rosina                                 | soprano         |                                                                            |
| Lopez                                  | tenore          |                                                                            |
| Pablo                                  |                 |                                                                            |
| Pedro                                  |                 |                                                                            |
| Miguel                                 |                 |                                                                            |
| Tre maschere                           |                 |                                                                            |
| Due fratelli laici                     |                 |                                                                            |

## Trama
L'azione si svolge a Siviglia nel XVIII secolo durante i giorni del Carnevale.

### Atto I
Il nobile Don Gerolamo, per consolidare un patto commerciale, intende che sua figlia Luisa sposi Mendoza, mercante di pesce vanitoso, ricco e brutto. Lei però è innamorata di Antonio, che è povero, anche se nobile nello spirito. Inoltre, don Ferdinando, figlio di don Gerolamo e incline ad attacchi di gelosia, vuole sposare Clara d'Almanza, virtualmente prigioniera della matrigna.

### Atto II
Don Gerolamo rinchiude Luisa nella sua stanza per costringerla a sposare Mendoza. Margherita, la governante di Luisa (la Duenna) provoca la furia di Don Gerolamo fingendo di essere un messaggero tra Antonio e Luisa. Don Gerolamo la congeda, ma la governante scambia i vestiti con Luisa e la fa fuggire con questo travestimento.
Sul molo, dove le donne dei pescatori lodano la qualità del pescato dalle barche di Mendoza, Luisa incontra la sua amica Clara, che è scappata di casa e intende cercare rifugio al convento. Luisa chiede di prendere in prestito il nome di Clara per un giorno, Clara è d'accordo. Entrano Mendoza e il suo raffinato amico Don Carlos. Mendoza viene riconosciuto da Luisa ma lui non l'ha mai vista. Si avvicina quindi a Mendoza sostenendo di essere Clara e gli chiede di prenderla sotto la sua protezione e di trovare Antonio di cui è innamorata. Mendoza è attratto da questa idea come mezzo per sbarazzarsi del suo rivale Antonio facendolo sposare con "Clara". Don Carlos accompagna "Clara" a casa di Mendoza.
Mendoza visita la casa di Don Gerolamo per incontrare "Luisa" (la Duenna travestita); mentre "Luisa" non è così giovane e bella come Mendoza era stato indotto a credere, la sua dote è invece un'attrazione sufficiente; accettano di fuggire quella sera.

### Atto III
Antonio ingannato arriva a casa di Mendoza; mentre è fuori scena per incontrare "Clara", Mendoza e don Carlos si congratulano con se stessi per la loro astuzia. Ancora inconsapevoli, accettano di aiutare la coppia a sposarsi.
Don Gerolamo sta provando con due suoi servitori, musicisti dilettanti (un trio di tromba, clarinetto e grancassa) ed eseguono musica grottesca e stonata. Egli riceve quindi due messaggi: uno da Mendoza che dice di esser fuggito con Luisa, cosa che lo delizia, e un altro dalla vera Luisa che chiede la sua benedizione sul suo matrimonio, che lui trascura di leggere attentamente. Rimanda il suo consenso con entrambi i messaggeri e organizza una grande festa più tardi quella sera per celebrare.
Al monastero, Clara incontra Antonio e Luisa e lamenta la sua apparente perdita di Ferdinando. Entra Ferdinando, che scambiando Clara per una suora esclama che sta inseguendo il suo falso amico Antonio che è scappato con la sua amata Clara. Clara è segretamente felicissima per questa dimostrazione della passione di Ferdinando.

### Atto IV
L'atto si apre con una canzone da ubriachi dei monaci del monastero dove si celebrano i matrimoni. Quando vengono a sapere di dover celebrare dei matrimoni, i monaci passano subito a intonare un inno che esalta il digiuno e l'astinenza, su una melodia che è una variante più lenta della precedente canzone da ubriachi. Entrano Mendoza e Antonio che con una prodiga corruzione ottengono che i monaci acconsentano a sposarli ai loro amori. Entra Ferdinando che sfida Antonio a duello, ma arriva la vera Clara e Ferdinando ora capisce la vera situazione. I tre matrimoni vengono concordati.
Al banchetto di Don Gerolamo, l'ospite è sempre più stupito, esasperato e infuriato poiché il successivo arrivo degli sposi fa capire che i suoi piani sono andati completamente male, poi facendo i conti si sente compensato dalla probabile entità della dote di Clara. Canta quindi una canzone conviviale, accompagnandosi con una serie di bicchieri accordati.

## Analisi
Il Matrimonio al convento è un'opera piena d'allegria e di trovate, totalmente lontana dalla drammaticità della partitura precedente, l'Aleksandr Nevskij. Il musicista ha voluto rifarsi alla tradizionale opera buffa italiana come già aveva fatto Ravel con L'Heure espagnole e cinque anni più tardi farà Poulenc con Les mamelles de Tirésias. Prokof'ev si avvale in quest'opera per la prima volta delle tipiche forme del melodramma, quali arie, concertati, duetti. La musica viene sapientemente utilizzata per caratterizzare ogni personaggio; Don Gerolamo è sempre accompagnato da un motivo grottesco per rimarcare il suo incedere, Luisa e Clara si esprimono con dolci melodie e i monaci sono indicati da motivi burleschi e comici.

## Incisioni
Registrazioni (parziali):
- Stanislavsky Musical Theatre. Con N. Korshunov (Don Jerome), Y. Kratov (Ferdinand), V. Kayevchenko (Louise), T. Yanko (Louise’s Duenna), N. Issakova (Clara), E. Bulavin (Mendoza), S. Ilyinsky (Don Carlos), I. Petrov (Padre Augustin) direttore K. Abdullayev (Melodyia, 1963)
- Orchestra e coro del Bolshoi Theatre direttore Alexander Lazarev, (BMG Classics, 1990)[8]
- Kirov Orchestra e Kirov Opera. Con Evgeny Akimov, Marianna Tarassova, Anna Netrebko, Alexandr Gergalov, Nikolai Gassiev, Larissa Diadkova, Sergey Aleksashkin, Yury Shkliar.  Coro diretto da Valery Gergiev (Philips, 1998)

## Suite
Fra il 1950 e il 1951 Prokof'ev trasse dall'opera una suite orchestrale intitolata Notti d'estate (Op. 123).

### Movimenti
La suite, della durata di circa 20 minuti, si compone di cinque movimenti:
- Introduzione: Moderato, ma con brio
- Serenata: Adagio
- Minuetto
- Sogni (Notturno): Andante tranquillo
- Danza: Allegretto

### Incisioni
Le registrazioni recenti comprendono:
- Orchestra Filarmonica di Tampere direttore Leonid Grin (Ondine, 1991)
- London Philharmonic Orchestra direttore Vladimir Jurowski (Glyndebourne CD Label, 2008)
- Russian National Orchestra direttore Mikhail Pletnev (Deutsche Grammophon, 1994)
- Orchestra filarmonica di San Pietroburgo, direttore Vladimir Ashkenazy (Exton, 2002)

## Organico
- ottavino, due flauti, due oboi, corno inglese, due clarinetti, clarinetto basso, due fagotti, controfagotto
- quattro corni, tre trombe, tre tromboni, basso tuba
- timpani, triangolo, woodblock, tamburello, tamburo, maracas, piatti, grancassa, tam-tam
- arpa, strumenti ad arco